# Holyhead Mountain Hut Circles
Holyhead Mountain Hut Circles (walisisk: Tŷ Mawr / Cytiau'r Gwyddelod der bogstaveligt talt betyder "Stort Hus" eller "Irernes Hytter" er resterne af en gruppe keltiske jernalderhytter nær Trearddur på Holy Island vest for Anglesey i Wales.
Hytternes præcise alder er ukendt, og selvom man mener den stammer fra jernalderen, så kan der have været bosættelse her langt tidligere.
Konstruktionen af hytterne minder meget om dem ved Din Lligwy idet de har tykke stenmure.
Stedet drives af Cadw og kan besøges hele året rundt.

## Galleri
- Lang passage til en af hytterne
- Adgang til en rektangulær hytte
- En af de højst-placerede hytter der ligger op ad Holyhead Mountain (Mynydd Twr)
- Væggene har oprindeligt været højere